# Cayo Sal (Islas Turcas y Caicos)

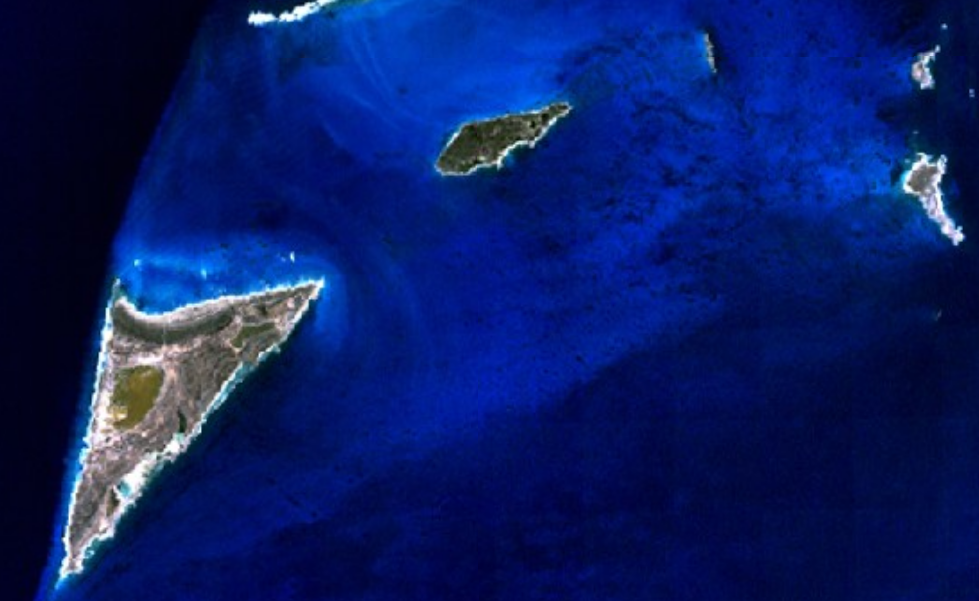
Imagen de satélite de Cayo Sal (en la parte inferior izquierda) y los islotes vecinos.

Cayo Sal (en inglés: Salt Cay) es la segunda mayor isla de las Islas Turcas, uno de los dos grupos de islas que forman el territorio británico de las Islas Turcas y Caicos en el mar Caribe. Su tamaño es de 6,744.2 km². El tamaño del distrito, que también incluye algunas islas despobladas como Cayo algodón (1,1252 km ²), y otras cercanas es en total, de 9,1 km². La población es de 186 (est. 2006), todos en la capital del distrito, Ciudad Balfour en la costa oeste.
Cayo Sal es una isla pequeña, plana y triangular de unos 3,2 km de un lado dedicada principalmente a la explotación de salinas que en su día albergó a cientos de personas dedicadas a la producción de sal en lagunas y estanques costeros de desecación de salmuera.

## Historia
Cuando el conquistador español Juan Ponce de León llegó a las islas en 1512 algunas estaban habitadas por los indios arahuacos. Las islas quedaron deshabitadas como consecuencia de las enfermedades traídas por los europeos.
Algunos esclavos procedentes de las Bermudas llegaron a las islas huyendo de la esclavitud en el siglo XVII y establecieron lo que se convertiría en la principal forma de vida durante los siguientes 300 años - la producción de sal. Las islas fueron sometidas a la dominación colonial británica en 1766.
George Washington obtuvo la sal necesaria para conservar los alimentos para su ejército durante la guerra de Independencia de Estados Unidos de las Turcas y Caicos, y de igual forma los canadienses y estadounidenses de las flotas pesqueras se proveían de sal en las islas para sus capturas.
Hacia las décadas de 1920 y 1930, una combinación de incompetencia, los costos, la mala gestión y la falta de un puerto de aguas profundas hicieron que el sector de la sal casi desapareciera en las Islas Turcas y Caicos.
Existen ruinas de antiguas operaciones salinas en Cayo Sal. La isla es ahora popular entre los turistas que buscan playas tranquilas y actividades como la observación de ballenas, así como el buceo y otros deportes acuáticos.